# Jelena Sokołowa (pływaczka)
Jelena Pietrowna Sokołowa (ros. Елена Петровна Соколова; ur. 13 lutego 1991 w Moskwie) – rosyjska pływaczka, specjalizująca się głównie w stylu dowolnym.
Wicemistrzyni świata na krótkim basenie ze Stambułu (2012) w sztafecie 4 x 200 m stylem dowolnym.
Uczestniczka igrzysk olimpijskich w Pekinie w 2008 roku na 800 m stylem dowolnym (7. miejsce) i w sztafecie 4 x 100 m stylem dowolnym oraz w Londynie w 2012 roku na 400 (25. miejsce) i 800 m stylem dowolnym (26. miejsce) oraz w sztafecie 4 x 200 m stylem dowolnym (15. miejsce).